# Срђан Секулић
Срђан Секулић (Приштина, 23. новембар 1993) је српски и црногорски писац и песник.

## Биографија
Рођен је 23. новембра 1993. године у Приштини (АП Косово и Метохија, СР Југославија). Основну школу и гимназију завршио је у Врбасу, где је и одрастао. Студије је завршио у Новом Саду. Тренутно живи и пише у Сарајеву.

## Књижевна делатност
Бави се писањем поезије и прозе од гимназијских дана. Његове кратке приче и песме објављиване су у црногорској невладиној културној организацији “Феномени” из Колашина; у Србији је штампан у књижевном зборнику из Бајине Баште “Кипријанов кладенац” у издању из 2016. и 2019. године; у 41. броју књижевног зборника за младе са простора Екс-Југославије „Рукописи“ који објављује „Дом омладине Панчево“ у издању из 2018. године; у 521. броју новосадског часописа "Поља"; у 36. и 37. броју „Балканског књижевног гласника“ и на књижевним интернет-порталима „Хипербореја“ и „Либела“; у Босни и Херцеговини је заступљен на културним порталима “Астронаут”, „Номад“, као и на мостарском порталу за књижевност и културу "Стране", такође његова поезија заступљена је на сајту „ПЕН центра БиХ“ као и на сајту „Хипомнемата“ који уређује песник и драматург Дарко Цвијетић из Приједора; у Хрватској га је објавила и штампала издавачка кућа “Дурио” из Загреба у свом књижевном часопису “Фантом Слободе” у пролећним бројевима за 2017. и 2018. годину, његова поезија штампана је у књижевном магазину „Препородов Журнал“ који излази у Загребу; његова кратка прича „Продавац плоча код катедрале“ штампана је у загребачком књижевном магазину „Бестбук“, такође је заступљен на књижевним интернет-порталима "Критична маса", „Метафора“ и „Радио Горњи Град“ а његове песме и приче редовно објављује књижевник Миљенко Јерговић на свом сајту у рубрици "Ајфелов мост"; на Косову и Метохији његова је поезија преведена на албански језик и објављена на онлајн културном порталу “Култплус” са седиштем у Приштини, на сајту "Фонда за Културну Едукацију и Наслеђе- ФЕКТ" са седиштем у Ораховцу, као и у независној медијској организацији „Косово 2.0“ која дела кроз штампани и онлајн часопис са седиштем у Приштини; у Македонији је објављен у 119. броју часописа „Блесок“ из Скопља у преводу на македонски и енглески језик.

## Књиге
- Kavalov jek, Buybook, Sarajevo;Zagreb, 2019. (ISBN : 9789958304385, ISBN HR: 9789538226243)
- Ugrušak, Arete, Beograd, 2021. (ISBN 978-86-80426-72-3)
- Ostavinska rasprava Anastasa Kona, Imprimatur, Banja Luka, 2022. (ISBN 978-99976-53-22-2)
- Čikma, Buybook, Sarajevo-Zagreb / Most Art, Zemun; 2023. (ISBN 9789926310592)

## Награде и преводи
Један је од три добитника награде „Мак Диздар“ за 2018. годину која се додељује у граду Стоцу у склопу фестивала „Слово Горчина“. На конкурсу за кратку причу "Приче из комшилука 5" освојио је прву награду са причом "Давид, син Исаков" за 2021. годину. У децембру 2023. године његова књига кратке прозе "Оставинска расправа Анастаса Кона" награђена је признањем "Миленко Стојичић - најгладнија књига на свијету" у Мркоњић Граду. Поезија му је преведена на енглески, македонски, албански језик, персијски (фарси), турски, немачки, француски, цинцарски (армањски), русински и мађарски језик. Бави се превођењем поезије и прозе са македонског и бугарског језика. Члан је Удружења књижевника Републике Српске. Секулић је такође члан и ПЕН Центра Босне и Херцеговине, Друштва писаца Босне и Херцеговине, Црногорског друштва независних књижевника као и Бошњачког удружења књижевника Санџака са седиштем у Новом Пазару.